# Cotes (Algemesí)
Cotes era un antiguo poblado o alquería de origen musulmán ubicado en el actual término municipal de Algemesí, Comunidad Valenciana. De este asentamiento solo queda un fragmento de muro cerca del polígono industrial con el mismo nombre.
No debe confundirse con el actual municipio de Cotes, ubicado también en la misma comarca, la Ribera Alta.

## Historia
Las primeras referencias sobre Cotes nos llegan de los tiempos de Jaime I, en el Llibre del Repartiment. En el siglo XV, la alquería perteneció al conde de Cocentaina. Según está atestiguado, llegó a tener unas 300 casas y un castillo. No obstante, era propenso a sufrir inundaciones y epidemias, por lo que fue abandonándose poco a poco hasta aproximadamente el siglo XVII. Hoy en día, el único vestigio que queda de esta alquería es un fragmento de, supuestamente, un muro de una antigua casa situado entre el polígono industrial de Cotes y el cementerio nuevo de Algemesí. Sus territorios fueron incorporados a esta ciudad en el siglo XIX. Por otra parte, no es la única alquería abandonada que hubo en el término, también existieron otras como Pardines, Segrenya, Fátima, Xétxena, Fentina, etc., topónimos que actualmente se conservan como nombres de partidas y terrenos del campo en Algemesí.